# Ingworth
Ingworth – wieś w Anglii, w hrabstwie Norfolk, w dystrykcie North Norfolk. Leży 22 km na północ od Norwich i 174 km na północny wschód od Londynu.
W 2001 miejscowość liczyła 94 mieszkańców.